# Ньямуренза (комуна)
2°47′39″ пд. ш. 29°52′26″ сх. д. / 2.79417° пд. ш. 29.87389° сх. д.
Ньямуренза — одна з комун провінції Нгозі, на півночі Бурунді. Центр — однойменне містечко Ньямуренза.